# A Boston Legal epizódjainak listája
Ez a cikk a Boston Legal – Jogi játszmák című sorozat epizódjait listázza.

## Évados áttekintés
| Évad | Évad | Epizódok | Eredeti sugárzás     | Eredeti sugárzás  | Eredeti adó |
| Évad | Évad | Epizódok | Évadpremier          | Évadfinálé        | Eredeti adó |
| ---- | ---- | -------- | -------------------- | ----------------- | ----------- |
|      | 1    | 17       | 2004. október 3.     | 2005. március 20. | ABC         |
|      | 2    | 27       | 2005. szeptember 27. | 2006. május 16.   | ABC         |
|      | 3    | 24       | 2006. szeptember 26. | 2007. május 29.   | ABC         |
|      | 4    | 20       | 2007. szeptember 25. | 2008. május 21.   | ABC         |
|      | 5    | 13       | 2008. szeptember 22. | 2008. december 8. | ABC         |

## 1. évad (2004-2005)
| Sor. | Év. | Cím                                                  | Rendező                 | Író                                                                      | Premier            | Nézettség    |
| ---- | --- | ---------------------------------------------------- | ----------------------- | ------------------------------------------------------------------------ | ------------------ | ------------ |
| 1.   | 1.  | Agybajok (Head Cases)                                | Bill D'Elia             | Scott Kaufer, Jeff Rake, és David E. Kelley                              | 2004. október 3.   | 13,07 millió |
| 2.   | 2.  | Megőrülök érted! (Still Crazy After All These Years) | Charles Haid            | Kerry Ehrin és David E. Kelley                                           | 2004. október 10.  | 12,13 millió |
| 3.   | 3.  | Dobd vissza a halat! (Catch and Release)             | Daniel Attias           | David E. Kelley és Peter Ocko                                            | 2004. október 17.  | 11,14 millió |
| 4.   | 4.  | Megváltozott körülmények (Change of Course)          | Ron Underwood           | Történet: David E. Kelley és Jonathan Shapiro Tévéjáték: David E. Kelley | 2004. október 24.  | 10,82 millió |
| 5.   | 5.  | Szemet szemért (An Eye for an Eye)                   | Mike Listo              | Jeff Rake és David E. Kelley                                             | 2004. október 31.  | 11,59 millió |
| 6.   | 6.  | Csakis az igazat... (Truth Be Told)                  | Tucker Gates            | Scott Kaufer                                                             | 2004. november 7.  | 11,88 millió |
| 7.   | 7.  | Kétes jellemek (Questionable Characters)             | Mel Damski              | Lukas Reiter                                                             | 2004. november 21. | 12,04 millió |
| 8.   | 8.  | Ne szólj szám... (Loose Lips)                        | Jeannot Szwarc          | Jonathan Shapiro és David E. Kelley                                      | 2004. november 28. | 13,65 millió |
| 9.   | 9.  | A nemes cél érdekében (A Greater Good)               | Arlene Sanford          | Peter Ocko                                                               | 2004. december 12. | 11,72 millió |
| 10.  | 10. | Felbérelt jótevők (Hired Guns)                       | Dennis Smith            | David E. Kelley                                                          | 2004. december 19. | 12,68 millió |
| 11.  | 11. | A nő kétszer (Schmidt Happens)                       | Allison Liddi-Brown     | David E. Kelley                                                          | 2005. január 9.    | 14,35 millió |
| 12.  | 12. | Honnan származunk (From Whence We Came)              | Mike Listo              | David E. Kelley                                                          | 2005. január 16.   | 13,88 millió |
| 13.  | 13. | Lányok egymás közt (It Girls and Beyond)             | Mike Listo              | Jonathan Shapiro és David E. Kelley                                      | 2005. január 23.   | 15,34 millió |
| 14.  | 14. | A viszontlátás (Til We Meat Again)                   | Bill D'Elia             | David E. Kelley                                                          | 2005. február 13.  | 12,89 millió |
| 15.  | 15. | Megkínzott lelkek (Tortured Souls)                   | Jeff Bleckner           | David E. Kelley                                                          | 2005. február 20.  | 13,62 millió |
| 16.  | 16. | Cenzúra (Let Sales Ring)                             | Hubert De La Bouillerie | David E. Kelley                                                          | 2005. március 13.  | 11,12 millió |
| 17.  | 17. | Halál, ne hencegj! (Death Be Not Proud)              | Matt Shakman            | David E. Kelley és Jonathan Shapiro                                      | 2005. március 20.  | 11,18 millió |

## 2. évad (2005-2006)
| Sor. | Év. | Cím                                                 | Rendező           | Író | Premier              |
| ---- | --- | --------------------------------------------------- | ----------------- | --- | -------------------- |
| 18.  | 1.  | A fekete özvegy (The Black Widow)                   | Oz Scott          | David E. Kelley | 2005. szeptember 27. |
| 19.  | 2.  | Káröröm (Schadenfreude)                             | Arlene Sanford    | David E. Kelley | 2005. október 4.     |
| 20.  | 3.  | Nimmo Bay (Finding Nimmo)                           | Mike Listo        | David E. Kelley | 2005. október 11.    |
| 21.  | 4.  | Csak egy szippantást! (A Whiff and a Prayer)        | Bill D'Elia       | David E. Kelley | 2005. október 18.    |
| 22.  | 5.  | Férfiak és fiúk (Men to Boys)                       | Mike Listo        | David E. Kelley | 2005. október 25.    |
| 23.  | 6.  | Pusztító boszorkányok (Witches of Mass Destruction) | James Bagdonas    | Lawrence Broch és Andrew Kreisberg és Michael Reisz                                                                 | 2005. november 1.    |
| 24.  | 7.  | A szerelem bolonddá tesz (Truly, Madly, Deeply)     | Stephen Cragg     | David E. Kelley | 2005. november 8.    |
| 25.  | 8.  | Zsír le-szívás (The Ass Fat Jungle)                 | Ron Underwood     | Janet Leahy és Phoef Sutton                                                                                         | 2005. november 15.   |
| 26.  | 9.  | Az eltűnt gyermek (Gone)                            | Mel Damski        | Történet: David E. Kelley és Jonathan Shapiro Tévéjáték: David E. Kelley                                            | 2005. december 6.    |
| 27.  | 10. | Jogi csűrcsavar (Legal Deficits)                    | Mike Listo        | David E. Kelley és Lawrence Broch                                                                                   | 2005. december 13.   |
| 28.  | 11. | A rákosnak bezzeg lehet (The Cancer Man Can)        | Lou Antonio       | Janet Leahy és Michael Reisz                                                                                        | 2006. január 10.     |
| 29.  | 12. | Segítő kezek (Helping Hands)                        | Bill D'Elia       | Phoef Sutton és Andrew Kreisberg                                                                                    | 2006. január 17.     |
| 30.  | 13. | Túl sok információ (Too Much Information)           | Steve Robin       | Andrew Kreisberg és Lawrence Broch                                                                                  | 2006. január 24.     |
| 31.  | 14. | Fedetlen keblek (Breast in Show)                    | Arlene Sanford    | Phoef Sutton és Michael Reisz                                                                                       | 2006. február 7.     |
| 32.  | 15. | Mosoly (Smile)                                      | Robert Yannetti   | Corinne Brinkerhoff                                                                                                 | 2006. február 14.    |
| 33.  | 16. | Élj királyként! (Live Big)                          | Bill D'Elia       | David E. Kelley | 2006. február 21.    |
| 34.  | 17. | Lángolás (...There's Fire!)                         | Mike Listo        | Janet Leahy és Lawrence Broch                                                                                       | 2006. február 28.    |
| 35.  | 18. | Sokkterápia (Shock and Oww!)                        | Jeff Bleckner     | Phoef Sutton és Sanford Golden és Karen Wyscarver                                                                   | 2006. március 7.     |
| 36.  | 19. | Nesztek! (Stick It)                                 | Adam Arkin        | David E. Kelley és Janet Leahy                                                                                      | 2006. március 14.    |
| 37.  | 20. | Duma-duma, picsi-pacsi (Chitty Chitty Bang Bang)    | Ellie Kanner      | Történet: Janet Leahy és Phoef Sutton és Sanford Golden és Karen Wyscarver Tévéjáték: Janet Leahy és Lawrence Broch | 2006. március 21.    |
| 38.  | 21. | Szósaláta (Word Salad Days)                         | Jeannot Szwarc    | Michael Reisz és Sanford Golden és Karen Wyscarver                                                                  | 2006. március 28.    |
| 39.  | 22. | Ivan, a javíthatatlan (Ivan the Incorrigible)       | Robertob Yannetti | Phoef Sutton és Andrew Kreisberg                                                                                    | 2006. április 18.    |
| 40.  | 23. | Magától érthető (Race Ipsa)                         | Lou Antonio       | David E. Kelley | 2006. április 25.    |
| 41.  | 24. | Mire képes Poole? (Deep End of The Poole)           | Jeff Bleckner     | Michael Reisz és Andrew Kreisberg                                                                                   | 2006. május 2.       |
| 42.  | 25. | A tintahal (Squid Pro Quo)                          | James Bagdonas    | Janet Leahy és Lawrence Broch                                                                                       | 2006. május 9.       |
| 43.  | 26. | Itt a tavasz! (Spring Fever)                        | Mike Listo        | Történet: Courtney Flavin és Janet Leahy és Andrew Kreisberg Tévéjáték: Janet Leahy és Andrew Kreisberg             | 2006. május 16.      |
| 44.  | 27. | Los Angeles (BL-Los Angeles)                        | Bill D'Elia       | Lawrence Broch és Michael Reisz                                                                                     | 2006. május 16.      |

## 3. évad (2006-2007)
| Sor. | Év. | Cím                                               | Rendező          | Író                                                               | Premier              |
| ---- | --- | ------------------------------------------------- | ---------------- | ----------------------------------------------------------------- | -------------------- |
| 45.  | 1.  | Tüdőbajok (Can't We All Get a Lung?)              | Mike Listo       | David E. Kelley és Corinne Brinkerhoff                            | 2006. szeptember 19. |
| 46.  | 2.  | Az új emberek (New Kids on the Block)             | Bill D'Elia      | David E. Kelley                                                   | 2006. szeptember 26. |
| 47.  | 3.  | Shirley-ért mindent (Desperately Seeking Shirley) | Jim Bagdonas     | David E. Kelley és Janet Leahy                                    | 2006. október 3.     |
| 48.  | 4.  | Az ifjú kannibál (Fine Young Cannibal)            | Bob Yannetti     | David E. Kelley                                                   | 2006. október 10.    |
| 49.  | 5.  | Ki miben hisz? (Whose God Is It Anyway?)          | Lou Antonio      | David E. Kelley                                                   | 2006. október 17.    |
| 50.  | 6.  | Az ítélet (The Verdict)                           | Jeff Bleckner    | David E. Kelley                                                   | 2006. október 24.    |
| 51.  | 7.  | Csoki vagy csíny (Trick or Treat)                 | Mike Listo       | David E. Kelley és Lawrence Broch                                 | 2006. október 31.    |
| 52.  | 8.  | Lincoln (Lincoln)                                 | Steve Robin      | David E. Kelley                                                   | 2006. november 26.   |
| 53.  | 9.  | A szakadék szélén (On the Ledge)                  | Bill D'Elia      | David E. Kelley                                                   | 2006. november 28.   |
| 54.  | 10. | Versengések (The Nutcrackers)                     | John Terlesky    | Phoef Sutton, Stanford Golden, Karen Wyscarver és David E. Kelley | 2006. december 5.    |
| 55.  | 11. | A halál angyala (Angel of Death)                  | Tom Verica       | Craig Turk és David E. Kelley és Janet Leahy                      | 2007. január 9.      |
| 56.  | 12. | Mogyoróallergia (Nuts)                            | Adam Arkin       | Janet Leahy, David E. Kelley és Andrew Kreisberg                  | 2007. január 16.     |
| 57.  | 13. | Szakítás Bellával (Dumping Bella)                 | Eric Stoltz      | David E. Kelley és Sanford Golden                                 | 2007. január 30.     |
| 58.  | 14. | Betegség eladó (Selling Sickness)                 | Andrew Bernstein | Corinne Brinkerhoff és Andrew Kreisberg                           | 2007. február 6.     |
| 59.  | 15. | Égjen a zsír! (Fat Burner)                        | Steve Robin      | Janet Leahy és Michael Reisz                                      | 2007. február 13.    |
| 60.  | 16. | A jó ügyvéd (The Good Lawyer)                     | Michael Pressman | David E. Kelley és Michael Reisz                                  | 2007. február 20.    |
| 61.  | 17. | A véres ara (The Bride Wore Blood)                | Mike Listo       | David E. Kelley és Susan Dickes                                   | 2007. március 20.    |
| 62.  | 18. | A védő fia (Son of the Defender)                  | Bill D'Elia      | David E. Kelley és Phoef Sutton                                   | 2007. április 3.     |
| 63.  | 19. | Testvéri szeretet (Brotherly Love)                | Robert Yannetti  | David E. Kelley                                                   | 2007. április 10.    |
| 64.  | 20. | Nagyon baba! (Guise 'n Dolls)                     | John Terlesky    | Sanford Golden, David E. Kelley és Karen Wyscarver                | 2007. április 24.    |
| 65.  | 21. | Egy jó kis tea (Tea and Sympathy)                 | Jeff Bleckner    | Sanford Golden, Brooke Roberts és Karen Wyscarver                 | 2007. május 1.       |
| 66.  | 22. | A mesés Guantanamo-öböl (Guantanamo by the Bay)   | James Bagadonas  | David E. Kelley                                                   | 2007. május 8.       |
| 67.  | 23. | Kacsalábon (Duck and Cover)                       | Mike Listo       | Susan Dickes és Michael Reisz                                     | 2007. május 15.      |
| 68.  | 24. | Az évszázad pere (Trial of the Century)           | Bill D'Elia      | David E. Kelley és Corinne Brinkerhoff                            | 2007. május 29.      |

## 4. évad (2007-2008)
| Sor. | Év. | Cím                                                  | Rendező            | Író | Premier              |
| ---- | --- | ---------------------------------------------------- | ------------------ | --- | -------------------- |
| 69.  | 1.  | A szépség és a szörnyeteg (Beauty and the Beast)     | Bill D'Elia        | David E. Kelley                                                                                            | 2007. szeptember 25. |
| 70.  | 2.  | Egy ártatlan ember (The Innocent Man)                | Mike Listo         | David E. Kelley és Susan Dickes                                                                            | 2007. október 2.     |
| 71.  | 3.  | A csirke és a láb (The Chicken and the Leg)          | James Bagdonas     | David E. Kelley és Lawrence Broch                                                                          | 2007. október 9.     |
| 72.  | 4.  | Mondd el! (Do Tell)                                  | Steve Robin        | Phoef Sutton és Lawrence Broch és David E. Kelley                                                          | 2007. október 16.    |
| 73.  | 5.  | Remény és dicsőség (Hope and Gory)                   | Robert Yannetti    | David E. Kelley                                                                                            | 2007. október 30.    |
| 74.  | 6.  | Vágyaim tárgya te vagy! (The Object of My Affection) | Eric Stoltz        | David E. Kelley és Corinne Brinkerhoff                                                                     | 2007. november 6.    |
| 75.  | 7.  | Óvakodj az idegentől! (Attack of the Xenophobes)     | John Terlesky      | David E. Kelley és Craig Turk                                                                              | 2007. november 13.   |
| 76.  | 8.  | Szóbeli megállapodás (Oral Contracts)                | Mike Listo         | David E. Kelley                                                                                            | 2007. december 4.    |
| 77.  | 9.  | Senki sem maradhat le! (No Brains Left Behind)       | Stephen Cragg      | Lawrence Broch és Susan Dickes és David E. Kelley                                                          | 2007. december 11.   |
| 78.  | 10. | Zöld karácsony (Green Christmas)                     | Lou Antonio        | David E. Kelley és Craig Turk és Sanford Golden és Karen Wyscarver                                         | 2007. december 18.   |
| 79.  | 11. | Átmeneti elmezavar (Mad About You)                   | Tom Verica         | David E. Kelley és Lawrence Broch                                                                          | 2008. január 15.     |
| 80.  | 12. | Az élet egy dal (Roe vs Wade, The Musical)           | Steve Robin        | David E. Kelley és Susan Dickes                                                                            | 2008. január 22.     |
| 81.  | 13. | Kisugárzás (Glow In The Dark)                        | Vondie Curtis-Hall | David E. Kelley és Lawrence Broch                                                                          | 2008. február 12.    |
| 82.  | 14. | Ments meg! (Rescue Me)                               | Mike Listo         | David E. Kelley és Corinne Brinkerhoff és Susan Dickes                                                     | 2008. február 19.    |
| 83.  | 15. | Bulvárnemzet (Tabloid Nation)                        | Bill D'Elia        | David E. Kelley                                                                                            | 2008. április 8.     |
| 84.  | 16. | A nagy csirkefogók (The Mighty Rogues)               | Arlene Sanford     | Történet: David E. Kelley és Lawrence Broch és Jill Goldsmith Tévéjáték: David E. Kelley és Lawrence Broch | 2008. április 15.    |
| 85.  | 17. | A Legfelsőbb Bíróság előtt (The Court Supreme)       | Robert Yanetti     | David E. Kelley és Jonathan Shapiro                                                                        | 2008. április 22.    |
| 86.  | 18. | Tisztességtelen ajánlatok (Indecent Proposals)       | Mike Listo         | Craig Turk és Jill Goldsmith és David E. Kelley                                                            | 2008. április 30.    |
| 87.  | 19. | Az istenek a fejükre estek (The Gods Must Be Crazy)  | Jeff Bleckner      | David E. Kelley és Jill Goldsmith                                                                          | 2008. május 14.      |
| 88.  | 20. | Igaz hazafiak (Patriot Acts)                         | Bill D'Elia        | David E. Kelley és Jonathan Shapiro és Sanford Golden és Karen Wyscarver                                   | 2008. május 21.      |

## 5. évad (2008)
| Sor. | Év. | Cím                                           | Rendező         | Író                                                                                    | Premier              |
| ---- | --- | --------------------------------------------- | --------------- | -------------------------------------------------------------------------------------- | -------------------- |
| 89.  | 1.  | Füstjelek (Smoke Signals)                     | Bill D'Elia     | David E. Kelley                                                                        | 2008. szeptember 22. |
| 90.  | 2.  | Őrzők és kapuőrök (Guardians and Gatekeepers) | Mike Listo      | Corinne Brinkerhoff, Sanford Golden, Karen Wyscarver és David E. Kelley                | 2008. szeptember 29. |
| 91.  | 3.  | Farkasokkal táncoló (Dances With Wolves)      | Jim Bagdonas    | David E. Kelley és Susan Dickes                                                        | 2008. október 6.     |
| 92.  | 4.  | Igaz szerelem (True Love)                     | Steve Robin     | David E. Kelley                                                                        | 2008. október 13.    |
| 93.  | 5.  | Alma a kosárban (The Bad Seed)                | Bob Yanetti     | Lawrence Broch, Susan Dickes és David E. Kelley                                        | 2008. október 20.    |
| 94.  | 6.  | A szabadban (Happy Trails)                    | Mike Listo      | David E. Kelley és Corrine Brinkerhoff                                                 | 2008. október 27.    |
| 95.  | 7.  | Kergemarhák (Mad Cows)                        | Steve Robin     | David E. Kelley                                                                        | 2008. november 3.    |
| 96.  | 8.  | Roe (Roe)                                     | Bill D'Elia     | David E. Kelley                                                                        | 2008. november 10.   |
| 97.  | 9.  | Ölj, bébi, ölj! (Kill, Baby, Kill)            | Bob Yannetti    | Lawrence Broch és David E. Kelley                                                      | 2008. november 17.   |
| 98.  | 10. | Hálaadás (Thanksgiving)                       | Mike Listo      | David E. Kelley                                                                        | 2008. november 24.   |
| 99.  | 11. | Felpörögve (Juiced)                           | Michael Lohmann | Corinne Brinkerhoff, Susan Dickes és David E. Kelley                                   | 2008. december 1.    |
| 100. | 12. | Made In China (Made In China)                 | Bill D'Elia     | Történet: David E. Kelley, Susan Dickes és Lauren Mackenzie Tévéjáték: David E. Kelley | 2008. december 8.    |
| 101. | 13. | Utolsó felvonás (Last Call)                   | Bill D'Elia     | Történet: David E. Kelley és Susan Dickes Tévéjáték: David E. Kelley                   | 2008. december 8.    |